# Toronto Huskies
Els Toronto Huskies va ser un equip de la BAA (posteriorment anomenada NBA) amb seu a Toronto, Ontario. Els Huskies poden presumir de ser un dels equips, juntament amb els New York Knicks, que va participar en el partit inaugural de la BAA. L'única temporada que van estar competint van obtenir un balanç de victòries-derotes de 22-38. Els partits que jugava com a local els acostumava a jugar al Maple Leafs Gardens.